# Evarist Bauwens
Evarist Bauwens (Aalst, 15 mei 1853 - 28 februari 1937) was een Belgische jezuïet en auteur.

## Levensloop
Evarist Bauwens, zoon van Franciscus Bauwens en Marie-Françoise Borremans en broer van dokter Isidoor Bauwens, trad in bij de jezuïetenorde.
Hij was vele jaren leraar in colleges van de orde en behoorde tot de veelzijdige lesgevers, die de meeste vakken doceerden: klassieke talen, moderne talen, geschiedenis, aardrijkskunde, godsdienst, maar ook exacte wetenschappen.
Hij was de eerste om in Vlaanderen een bloemlezing samen te stellen van Nederlandse auteurs uit noord en zuid. Volgens de door de jezuïeten gehuldigde pedagogie, gaven de bloemlezingen, die 'Zuid en Noord' werden genoemd, alleen de teksten, waarbij dan de leraar in de klas de inhoud en de structuur toelichtte. Na enige tijd was er een 'Zuid en Noord' voor elk jaar van de humaniora. Het werd het bijna verplichte boek voor de lessen Nederlands, alvast in het vrij onderwijs.

## Publicaties
- Brieven van Evarist Bauwens (1853-1937) aan A.W. Sijthoff's Uitgeversmaatschappij Leiden gericht aan Albertus Willem Sijthoff (1829-1913).